# Jonville-en-Woëvre
Jonville-en-Woëvre település Franciaországban, Meuse megyében. Lakosainak száma 144 fő (2022. január 1.). Jonville-en-Woëvre Woël, Sponville, Doncourt-aux-Templiers, Labeuville, Lachaussée és Latour-en-Woëvre községekkel határos.

## Népesség
A település népességének változása:
| Lakosok száma | 133  | 118  | 123  | 135  | 142  | 147  | 149  | 148  | 147  | 144  |
|               | 1968 | 1982 | 1990 | 2006 | 2013 | 2015 | 2017 | 2019 | 2020 | 2022 |